# Carex munipoorensis
Espèce
Classification phylogénétique
Carex munipoorensis est une espèce de plantes du genre Carex et de la famille des Cyperaceae appelée de son nom commun courant (ou vulgaire) laîche.